# Blaise Mamoum
Blaise Mamoum (* 25. Dezember 1979 in Bamenda) ist ein ehemaliger kamerunischer Fußballspieler.

## Karriere
Mamouns Karriere begann in Frankreich. Dort gehörte er bis Dezember 2000 zum Profikader der AS Saint-Étienne. Zur Winterpause wurde er vom deutschen Bundesligisten Werder Bremen verpflichtet. Dort spielte er aber vor allem in der Regionalliga Nord, beim Reserveteam der Grün-Weißen. Um ihm Spielpraxis im Profifußball vermitteln zu können, entschieden die SVW-Verantwortlichen den Stürmer zur Rückrunde der Saison 2002/03 an den SV Waldhof Mannheim in die 2. Fußball-Bundesliga zu verleihen. Bei den Mannheimern kam Mamoun am 24. Januar 2003 zu seinem Profidebüt in Deutschland. Gegen Eintracht Braunschweig wechselte ihn Trainer Walter Pradt in der 78. Minute für Erol Bekir ein. Das Spiel endete 1:1 unentschieden. Bei seinem zweiten Ligaspiel stand Mamoum bereits in der Startelf und dankte dies mit einem Kopfballtreffer zur 1:0-Führung. Allerdings wurde die Partie gegen den 1. FSV Mainz 05 noch mit 1:5 verloren. Dies blieb auch der einzige Treffer des Angreifers im Trikot von Waldhof Mannheim. Im Sommer kehrte er nicht wieder nach Bremen zurück. Der Hamburger SV sicherte sich die Dienste des Kameruners und holte ihn an die Elbe. In zwei Jahren schaffte er den Durchbruch nicht, war nur für die Reservemannschaft des HSV aktiv.
Im Sommer 2005 kehrte er wieder nach Frankreich zurück und schloss sich seinem alten Arbeitgeber AS Saint-Étienne an. Zur Spielzeit 2006/07 wechselte Mamoum zum französischen Fünftligisten ASF Andrézieux. Im Sommer 2008 schloss er sich FCO Firminy an, bevor er zwei Jahre später zu L’Etrat La Tour Sportif ging.

## Privates
Neben der Staatsbürgerschaft Kameruns besitzt Mamoum auch die französische.